# Juan Diego García López
Juan Diego García López (18 de noviembre de 2002) es un deportista mexicano que compite en taekwondo adaptado. Ganó dos medallas en los Juegos Paralímpicos de Verano, oro en Tokio 2020 y bronce en París 2024.

## Palmarés internacional
| Juegos Paralímpicos | Juegos Paralímpicos | Juegos Paralímpicos | Juegos Paralímpicos |
| Año                 | Lugar               | Medalla             | Categoría           |
| ------------------- | ------------------- | ------------------- | ------------------- |
| 2020                | Tokio (Japón)       | Medalla de oro      | –75 kg              |
| 2024                | París (Francia)     | Medalla de bronce   | –70 kg              |